# Meißelkreuz

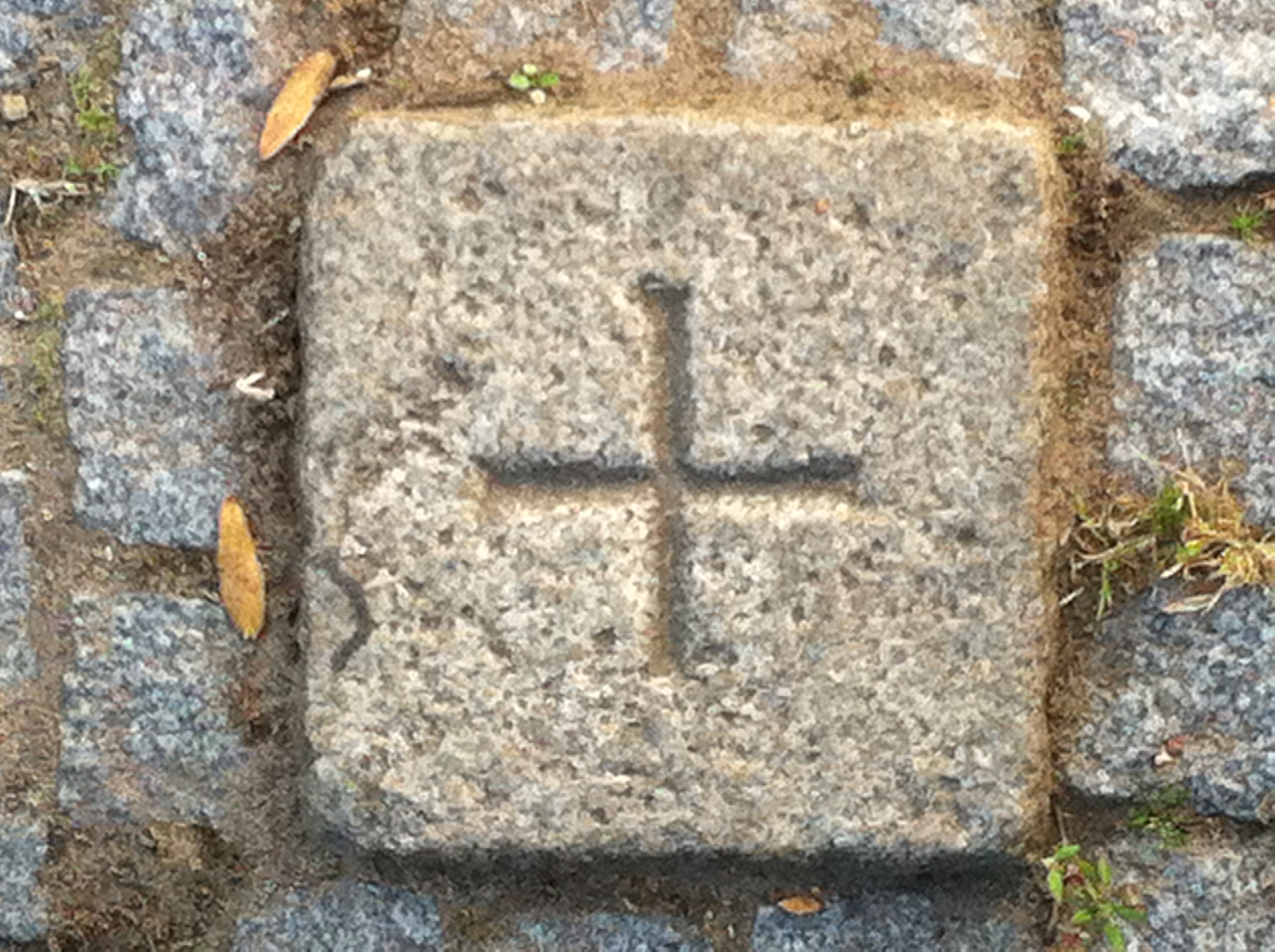
Grenzstein mit Meißelkreuz

Trigonometrischer Punkt (ca. 20 × 20 cm) mit Meißelkreuz

Ein Meißelkreuz oder Meißelzeichen ist die Kennzeichnung eines Punktes überwiegend in Steinmaterial meist für Zwecke der Vermessung. Eingesetzt wird es insbesondere bei Grenzmarken sowie bei trigonometrischen Punkten.
Wie der Name vermuten lässt, wurde es früher meist mit Hammer und Meißel in Stein, Beton, Asphalt oder Mauern gemeißelt. Später wurde es durch zwei gekreuzte Schnitte eines Trennschleifers erzeugt. Die Gebräuchlichkeit nimmt seit der Verwendung etwa von Grenzbolzen mit Spezialdübeln zum Einsatz auch an unzugänglichen Stellen wie Eckmauern ab. Bei Neu- und Nachvermessungen kommt es so gut wie nicht mehr zum Einsatz und wird i. d. R. durch andere Formen der Kennzeichnung ersetzt. Sofern es von einem Vermessungsamt in das Liegenschaftskataster aufgenommen wurde, besitzt das Meißelkreuz nach wie vor Gültigkeit.
Einige SAPOS-Referenzpunkte zur Prüfung der Genauigkeit von GPS-Empfängern, etwa in Rheinland-Pfalz, sind durch Meißelkreuze gekennzeichnet.
Im Gebirge werden Meißelkreuze auch als Neben- oder Exzenterpunkte in geeigneten Fels geschlagen, um trigonometrische Punkte bei eventueller Zerstörung rekonstruieren zu können.

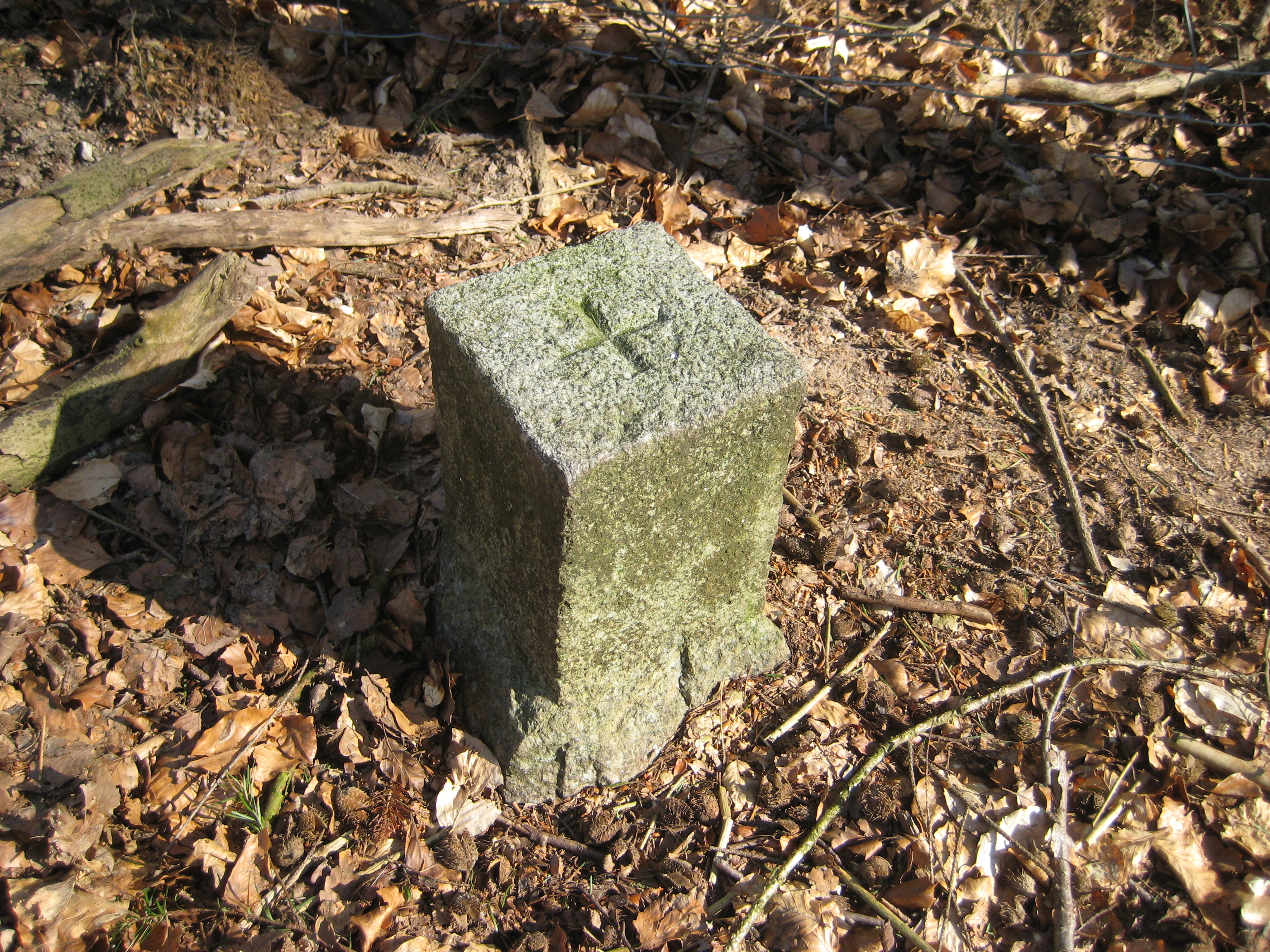
Itzespitze